# Éric Vuillard
Éric Vuillard, född 4 maj 1968 i Lyon i Frankrike, är en fransk författare och filmregissör.
Han publicerade 2009 Conquistadors, som fick Prix de l'inaperçu 2010. Han tilldelades Goncourtpriset 2017 för L'Ordre du jour.

## Filmer
Éric Vuillard har regisserat långfilmerna L'homme qui marche (2006) samt Mateo Falcone (2008), en bearbetning av en novell av 1800-talsförfattaren Prosper Mérimée. Han är också manusförfattare till filmen La vie nouvelle (2002).